# Silvano Bertini
Pour les articles homonymes, voir Bertini.
Silvano Bertini est un boxeur italien né le 27 mars 1940 à Signa en Toscane et mort le 27 juin 2021.

## Biographie
Silvano Bertini participe aux Jeux olympiques de 1964 et y remporte la médaille de bronze dans la catégorie super-légers.

## Palmarès

### Jeux olympiques
- Jeux olympiques d'été de 1964 à Tokyo en poids super-légers (-63,5 kg)